# WebP
WebP ist ein Grafikformat für verlustbehaftete oder verlustfreie Bildkompression für statische oder animierte Bilder.
Als weiterer Abkömmling des 2010 freigegebenen Video-Codecs VP8 ist es ein Schwesterprojekt des Videoformates WebM.

## Aussprache
Laut dem Dateinamenserweiterungen-Verzeichnis Dot What? wird WebP wie im Englischen „weppy“ ausgesprochen.

## Merkmale
Das Format bietet (ausschließlich) 4:2:0-Farbunterabtastung. Es unterstützt Bilder mit Seitenlängen von bis zu 16.383 Pixeln (14 Bits: 214−1).
WebP erreicht bei sehr hoher Komprimierung eine bessere Bildqualität pro Datenmenge als JPEG. Es arbeitet besonders effektiv bei der Komprimierung von detailarmen, gleichförmigen Bildteilen.
Durch die Komplexität der Komprimierung ist diese aber auch deutlich langsamer als bei JPEG. Es ist daher in der Regel nicht ratsam, die Bilder direkt zu prozessieren, wie dies z. B. bei Web Map Services der Fall ist.
Am 3. Oktober 2011 wurde für WebP Unterstützung für Animationen, ICC-Profile, XMP- und Exif-Metadaten sowie Kachelung („tiling“; große, zusammengesetzte Bilder aus max. 16.384×16.384 Teilen) eingeführt.
Am 18. November 2011 wurden experimentell verlustfreie Kompression und Unterstützung für Transparenz (Alphakanal) sowohl im verlustbehafteten sowie auch verlustfreien Modus eingeführt. Die Unterstützung wurde mit Einführung libwebp 0.2.0 (16. August 2012) standardmäßig aktiviert.
Die Software zur Bearbeitung und Darstellung von WebP wird unter der BSD-Lizenz veröffentlicht.

## Technik
Das Format wird von Google auf Basis der Intra-Frame-Codierung des Video-Codecs VP8 und dem Containerformat RIFF entwickelt und ist bitstromkompatibel zu VP8. Als solches handelt es sich um ein blockbasiertes (4×4 Pixel Blockgröße) Transformationsverfahren mit 8 Bit Farbtiefe und einem Helligkeit-Farbigkeit-Farbmodell mit Farbunterabtastung im Verhältnis 1:2 (YCbCr 4:2:0).
Es verwendet eine vergleichsweise fortschrittliche Entropiekodierung – eine Art binärer arithmetischer Codierung (ähnlich CABAC). Der obligatorische RIFF-Container führt ohne weiteren Inhalt zu einem Overhead von nur 20 Bytes und kann der zusätzlichen Aufnahme von Metadaten dienen.
Die freie Referenzimplementierung besteht aus einer Konvertier-Software in Form eines Kommandozeilenprogrammes für Linux (cwebp) und einer Programmbibliothek zur Dekodierung (derselben wie für WebM).

## Verwendung

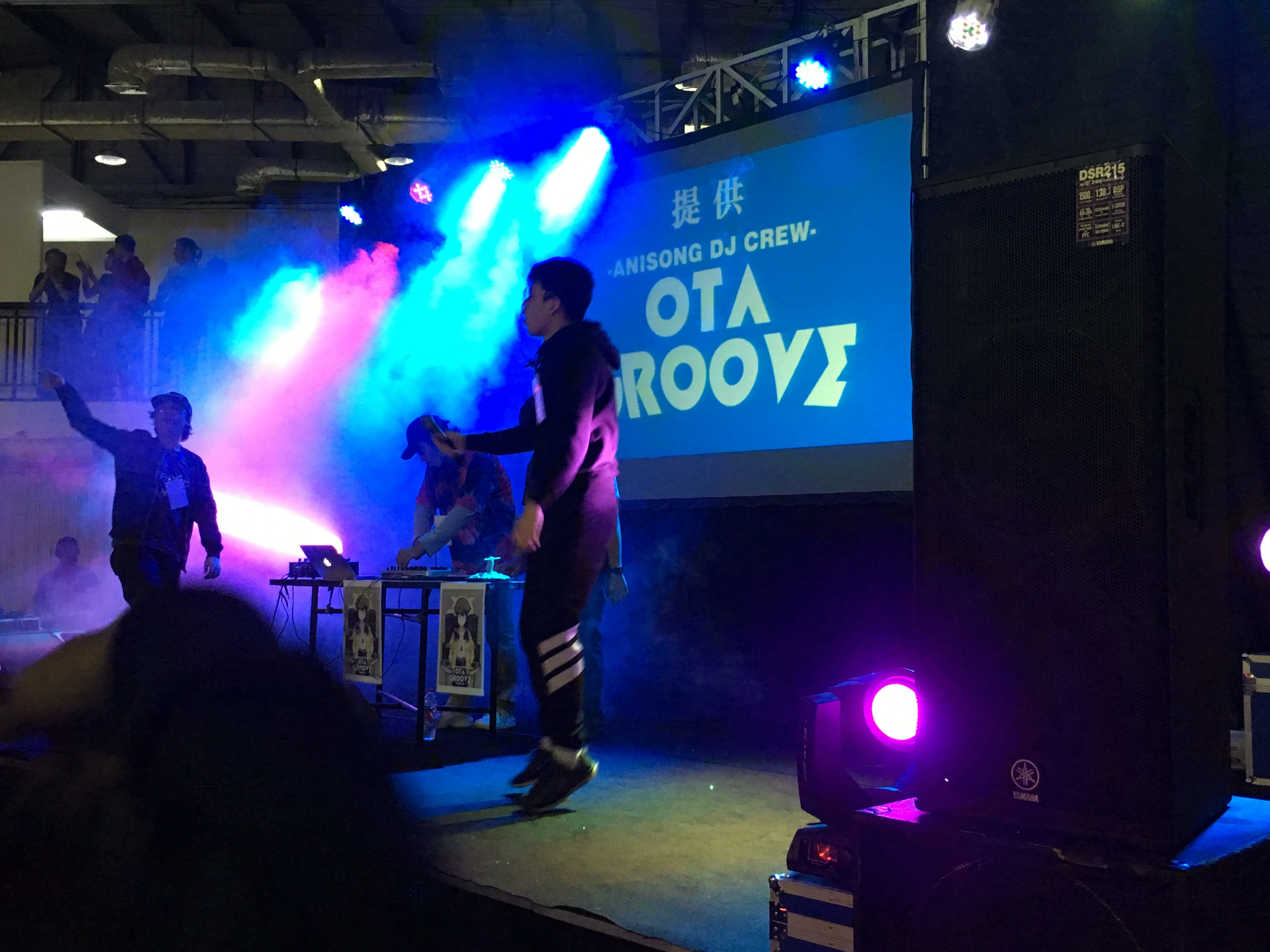
Ein Beispiel für WebP

Das Format soll als neuer offener Standard für verlustbehaftet komprimierte Echtfarb-Grafiken im Web dienen und wird so als direkte Konkurrenz zum älteren JPEG platziert, gegenüber dem es bei vergleichbarer Qualität deutlich kleinere Dateien ermöglichen soll.

### Unterstützende Webbrowser
Als erster Browser unterstützt Googles eigener Webbrowser Chrome das Format seit Oktober 2010; Opera ab Version März 2011. Seit Januar 2019 unterstützt Firefox ab Version 65 WebP.
Die Google-Entwickler haben die WebP-Unterstützung schließlich als Bestandteil in die Rendering-Engine WebKit eingefügt, damit alle WebKit-basierten Browser, beispielsweise Safari, das Format ebenfalls verwenden können. Safari unterstützt WebP ab der Version 14, auf macOS aber nur mit der Betriebssystemversion Big Sur oder später.
Edge unterstützt WebP ab der Version 1809 (RS5) von Windows 10.
Opera benutzt seit April 2011 das Format standardmäßig für Bilder, die komprimiert über Operas Proxyserver für die Funktion „Opera Turbo“ übertragen werden.
Konqueror, der Webbrowser von KDE, unterstützt WebP ab der KDE-Version 4.11.
Da die Bildformate in KDE als wiederverwendbare Komponenten implementiert sind, kann damit jedes Grafikprogramm unter KDE
WebP nutzen (z. B. KolourPaint, Gwenview, Krita, Calligra, …).

### Unterstützende Content-Management-Systeme
Am 20. Juli 2021 wurde WordPress Version 5.8 veröffentlicht. WordPress unterstützt somit ohne Plug-in offiziell den Upload von WebP-Bildern. Bisher hochgeladene Bilder müssen jedoch nachträglich von JPG oder PNG in WebP umgewandelt werden.

### Unterstützende Grafikprogramme
Affinity Photo, Photoshop, ACDSee, Krita, PhotoLine und Pixelmator unterstützen WebP ohne Plug-in. Die aktuellen Versionen von GIMP (seit 2.9.2, Ende 2015), IrfanView, Paint.NET und XnView unterstützen sowohl Lesen als auch Schreiben von WebP, wenn die erforderlichen Plug-ins installiert sind.
Mit LibreOffice 7.4 wird WebP unterstützt.
Allerdings kann zum Abspeichern noch nicht das native ODS bzw. ODT-Office-Format verwendet werden.
Blender unterstützt den Export von WebP ab Version 3.2.

### Verwendung in Messengern
Seit dem 19. Mai 2015 können Benutzer des Messengers Telegram virtuelle Stickersammlungen erstellen und für Freunde veröffentlichen. Diese basieren auf WebP-Dateien mit bis zu 512×512 Pixeln, verknüpfen allerdings noch ein Emoji damit. Seit Ende 2018 unterstützt auch WhatsApp Sticker mit diesem Format. Signal unterstützt ebenfalls WebP als Format für Sticker.

## Kritik und Vergleich mit anderen Verfahren
Das bei Erstveröffentlichung vorgelegte Format und seine (Referenz-)Implementierung galten als noch unbrauchbar. Jason Garrett-Glaser, ein Entwickler des x264-Encoders, äußerte mehrere Kritikpunkte zu WebP. WebP unterstütze ausschließlich die Farbunterabtastung 4:2:0. Die vom JPEG-Format unterstützten 4:2:2 und 4:4:4 fehlten. Die Qualität von Vergleichsbildern im WebP-Format sei offenbar trotz des überlegenen Formates bei gleicher Dateigröße schlechter und verschwommener als jene im JPEG-Format, da der Encoder keine wahrnehmungspsychologischen Optimierungen einsetze.
Seitdem hat Pascal Massimino, der Entwickler des cwebp-Encoders, diesen verbessert und die meisten der angemerkten Fehler beseitigt, wodurch die o. g. Punkte größtenteils hinfällig sind. Jason Garrett-Glaser weist korrekt darauf hin, dass der H.264-„intra-frame“-Algorithmus bessere Ergebnisse als VP8 liefert, jedoch im Gegensatz zu VP8 mit Patenten behaftet ist.
Vergleichstests zeigten 2010 tendenziell bei mittleren bis hohen Qualitätseinstellungen unterlegene Kompressionsergebnisse und Schwierigkeiten mit detailreichem Bildmaterial.
Mozilla lehnte WebP-Unterstützung für seine Produkte bis März des Jahres 2013 ab, da das Format noch keinen klaren Vorteil gegenüber JPEG biete. Google zeigte Ende 2016 einen Kompressionsvorteil im Vergleich zu JPEG. Daraufhin unterstützt Firefox seit Anfang 2019 das Format.
Nach einer Vergleichsuntersuchung von 2021 liefert WebP bessere Ergebnisse als das ursprüngliche JPEG und liegt etwa gleichauf mit JPEG 2000 und JPEG XR.
Bei Messungen von Google in einer Studie im Herbst 2022 mit neueren Softwareversionen wurden viele unterschiedliche und weiter entwickelte Messmethoden verwendet (wie eine neue Version von DSSIM und SSIMULACRA2) und der besser optimierte JPEG-Encoder mozjpeg. Der Kompressionsvorteil von WebP ist im Vergleich mit diesem nur gering. 2024 wurde außerdem der weiter optimierte JPEG-Encoder JPEGLI vorgestellt.
Sehr gute Ergebnisse im Vergleich mit anderen Formaten bietet WebP bei der verlustlosen Kompression. Bei einer Studie 2021 erzielte WebP für die Bitrate bessere Werte als das hierfür häufig verwendete PNG. Das neuere JPEG XL wäre hier zwar besser, wird aber derzeit in Browsern schlecht unterstützt (Stand Oktober 2024).

## Sicherheitslücken
Am 11. September 2023 wurde bekannt, dass Google im Chrome-Webbrowser eine als „hoch“ eingestufte Sicherheitslücke (CVE-2023-4863) in WebP behob, die durch einen Pufferüberlauf das Einschleusen von Schadcode ermöglichte und nach Erkenntnissen bereits ausgenutzt wurde. Zuvor schloss Apple am 7. September mit Betriebssystemaktualisierungen von iOS, iPadOS, watchOS und verschiedenen macOS-Versionen zwei Sicherheitslücken in ihrer ImageIO-Bibliothek in deren ebenfalls Teile von WebP enthalten sind. Einige Tage später erweiterte Google das Ausmaß der Schwachstelle auf die Libwebp-Bilbiothek, welche im Chromium-Projekt verwendet, und in verschiedenen Betriebssystemen und Anwendungen wie Webbrowsern, Grafikprogrammen, Messengern oder Frameworks eingesetzt wird. Ein neuer CVE mit dem Status „hochkritisch“ wurde am 25. September veröffentlicht, zwei Tage später aber von Google als Duplikat der Chrome-Schwachstelle wieder entfernt.

## Nutzung, weitere Formate und Nachfolgekandidat AVIF
Laut einer Statistik von w3techs ist die Nutzung mit 15 % der untersuchten Webseiten (Stand Januar 2025) noch nicht sehr hoch. Es ist jedoch bei dieser Statistik ein starker Aufwärtstrend bei der Nutzung des Formates zu erkennen.
Zeitweise entwickelte Google ein direktes Nachfolgeformat WebP 2, das sie selbst als Verbesserung der Kompressionseffizienz mit wenig neuen Features und experimentell bezeichneten. Im Oktober 2022 wurde allerdings ein Hinweis im Repository eingefügt, dass WebP2 nicht veröffentlicht wird.
Google (Schweiz) entwickelte zudem 2017–2019 ein weiteres neues Format namens PIK, das bei GitHub unter MIT-Lizenz bereitgestellt wurde. Es floss bei der Entwicklung des neuen JPEG XL ein, neben anderen Formaten.
Außerdem wurde für  Apple-Geräte ab macOS High Sierra und iOS 11 das HEIF-Format eingeführt, das auch hohe Kompressionsraten bietet, aber nicht auf allen anderen Geräten unterstützt wird und somit nicht für die Verwendung in Web-Seiten geeignet ist.
Als Variante davon kann das neue Format AVIF betrachtet werden, das von der Alliance for Open Media spezifiziert wird und auf dem AV1-Videocodec basiert. Es erwies sich in mehreren Veröffentlichungen gegenüber WebP überlegen (was aber für HEIF und JPEG XL genauso gilt), so dass es sich für die Verwendung auf Webseiten mit besonders kompakten Bildern noch besser eignet. Zu den Vorteilen des AVIF-Formats gehören neben der gegenüber JPEG etwa um 50 % verbesserten Kompression auch eine verbesserte Farbtiefe. WebP arbeitet nur mit einer Tiefe von 8 Bit, während AVIF 8, 10 und 12 Bit unterstützt, wodurch ein breiteres Spektrum an zu komprimierenden Bildern akzeptiert wird. Außerdem bietet das Format mehr Möglichkeiten bei der Farbunterabtastung: WebP unterstützt nur das Schema 4:2:0, während AVIF 4:2:0, 4:2:2 und 4:4:4 unterstützt.

## Ähnliche Formate
- JPEG 2000, Konkurrenzformat der Joint Photographic Experts Group (2000 veröffentlicht)
- JPEG XR, Konkurrenzformat von Microsoft (2006 veröffentlicht)
- HEIF, Format der Moving Picture Experts Group (MPEG) von 2015